# Gyronde
Die Gyronde ist ein Gebirgsfluss in Frankreich, der im Département Hautes-Alpes in der Region Provence-Alpes-Côte d’Azur verläuft. Sie entspringt unter dem Namen Torrent du Glacier Blanc im Nationalpark Écrins, nahe der Schutzhütte Refuge Glacier Blanc, im Gemeindegebiet von Vallouise-Pelvoux. Sie entwässert generell Richtung Südost, ändert ihren Namen auf Torrent de Saint-Pierre und Gyr, bis sie beim Ort Vallouise ihren rechten Zufluss Onde aufnimmt und aus der Kombination Gyr und Onde den definitiven Namen Gyronde annimmt. Nach insgesamt rund 23 Kilometern mündet sie schließlich an der Gemeindegrenze von Les Vigneaux und L’Argentière-la-Bessée als rechter Nebenfluss in die Durance.

## Orte am Fluss
- Ailefroide, Gemeinde Vallouise-Pelvoux
- Pelvoux, Gemeinde Vallouise-Pelvoux
- Vallouise, Gemeinde Vallouise-Pelvoux
- Puy-Saint-Vincent
- Les Vigneaux
- La Bâtie des Vigneaux, Gemeinde Les Vigneaux
- L’Argentière-la-Bessée

## Hydrologie
Durch Kraftwerke in den Quellbächen macht sich der ursprüngliche Gletschercharakter, mit je nach Sonneneinstrahlung steigenden bzw. sinkenden Wasserständen, kaum noch bemerkbar. Die Wasserstandsschwankungen resultieren daher aus dem Kraftwerksbetrieb.
Die Gyronde sowie ihre Quellflüsse stellen anspruchsvolles Wildwasser im mittleren und oberen Bereich der Wildwasserschwierigkeitsskala dar und werden daher häufig befahren.